# Waalse kerk (Zutphen)

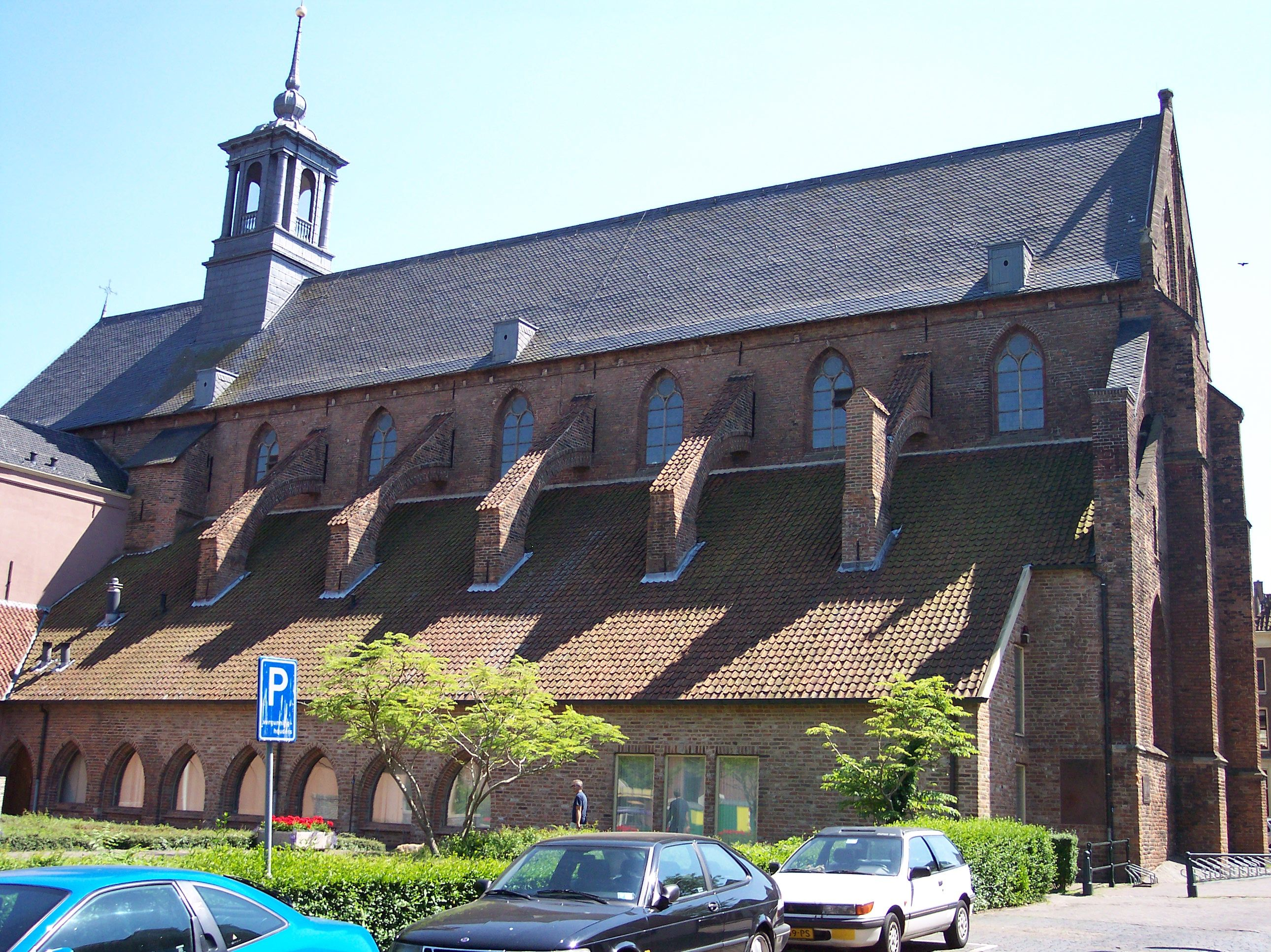
De Broederenkerk, waarin de Waalse gemeente kerkte

De Waalse kerk van Zutphen werd in 1686 gesticht en heeft bestaan tot 1821.

## Geschiedenis
In 1686 werd de Waalse Gemeente van Zutphen gesticht. De eerste voorganger was ds. Samuel Basnage de Flottemanville. Hij was predikant in het Franse Bayeux. Na de opheffing van het Edict van Nantes in 1685 vluchtte hij naar de Nederlanden en vestigde zich in Zutphen. De Waalse Gemeente kreeg de beschikking over de voormalige kloosterkerk van de dominicanen: de Broederenkerk. De Waalse kerk was met name bedoeld voor de uit de Zuidelijke Nederlanden en Frankrijk afkomstige burgers van Zutphen, die of vanwege de geloofsvervolgingen naar de Noordelijke Nederlanden waren gevlucht of die hier een beter bestaan zochten. De zelfstandige Waalse Gemeente heeft in Zutphen bestaan tot 1821. In dat jaar werd de Waalse kerk bij koninklijk besluit opgeheven en ondergebracht bij de plaatselijke Hervormde Gemeente.